# واقعية سياسية
الواقعية السياسية (بالألمانية: Realpolitik يُنطق بالألمانية: [ʁeˈaːlpoliˌtiːk]، وتنطق بالعربية: رِي-آلْ-بُو-لِـي-تِيكْ) هي نهج في الدبلوماسية والسياسة يرتكز أساسًا على الاعتبارات العملية والظروف القائمة، بدلاً من الالتزام الصارم بالمبادئ الأيديولوجية أو الأخلاقية أو القيمية. بهذا المعنى، يتشارك هذا النهج مع الواقعية والبراغماتية في الفلسفة السياسية.
في حين يُستخدم مصطلح الواقعية السياسية في الغالب بمعنى إيجابي أو محايد، فإنه قد يُوظَّف أحيانًا بمعنى سلبي للإشارة إلى سياسات تُوصف بأنها قسرية أو غير أخلاقية أو مستندة إلى مبدأ "الغاية تبرر الوسيلة" كما في النهج الميكافيلي. في هذا السياق، قد تعكس الواقعية السياسية نهجًا براغماتيًا يتعامل مع السياسة بوصفها ساحة مفتوحة للمصالح والقوة، دون إملاءات أخلاقية أو اعتبارات قيمية مسبقة، ما يثير جدلاً حول مدى توافقها مع المبادئ الأخلاقية أو معايير الشرعية الدولية.
من بين الشخصيات البارزة التي تبنّت الواقعية السياسية، نجد أوتو فون بسمارك، الذي وظّفها ببراعة في توحيد ألمانيا عبر استراتيجيات قائمة على الموازنة بين القوة الدبلوماسية والعسكرية، وهنري كيسنجر، الذي جسّد هذا النهج في سياسات الحرب الباردة، مستخدمًا مناورات واقعية لتحقيق توازن القوى بين الولايات المتحدة والاتحاد السوفيتي. كذلك، اعتمدها كل من جورج بوش الأب وجورج كينان في صياغة السياسة الخارجية الأمريكية، فيما استخدمها زبغنيو بريجنسكي كأداة للتعامل مع التحديات الجيوسياسية خلال الحرب الباردة. أما في أوروبا الغربية، فقد جسّدها هانس-ديتريش غينشر وشارل ديغول في مواقفهما الحذرة من التكتلات الدولية، بينما اعتمدها دينغ شياو بينغ في إصلاحاته الاقتصادية التي نقلت الصين نحو الرأسمالية دون المساس بالقبضة الحديدية للحزب الشيوعي. في جنوب شرق آسيا، كان لي كوان يو مثالًا على الواقعية السياسية في بناء دولة سنغافورة، من خلال مزيج من التخطيط الاستراتيجي، والانفتاح الاقتصادي، والصرامة في وضع السياسات.
على النقيض من الواقعية السياسية، تقوم السياسة المثالية على مبدأ توجيه القرارات والسياسات الخارجية بناءً على قيم أخلاقية ومبادئ سامية، مثل الديمقراطية، وحقوق الإنسان، والتعاون الدولي، دون الالتفات الحصري إلى المصالح القومية أو موازين القوى. وإذا كانت الواقعية السياسية تبرر أحيانًا انتهاج سياسات "التعامل مع الأمر الواقع"، فإن السياسة المثالية تؤمن بإمكانية تحويل الواقع نفسه من خلال الالتزام بالمُثل العليا. في ضوء هذا التباين، غالبًا ما تكون السياسة الدولية مزيجًا من الواقعية والمثالية، حيث تتجاذب القرارات بين ضرورة الاعتبارات العملية ومتطلبات التوجهات الأخلاقية.

## الأصول اللغوية والتاريخية
صاغ الكاتب والسياسي الألماني لودفيغ فون روشاو مصطلح *الواقعية السياسية* (*Realpolitik*) في القرن التاسع عشر. في كتابه الصادر عام 1853 بعنوان "مبادئ الواقعية السياسية وتطبيقها على أوضاع الدولة في ألمانيا" (*Grundsätze der Realpolitik angewendet auf die staatlichen Zustände Deutschlands* وتنطق بالعربية: غْرُونْدْزِتْ-سِه دِيرْ رِي-آلْ-بُو-لِـي-تِيكْ أَنْ-غِـفِنْ-دِتْ آُوفْ دِي شْتَاتْ-لِـي-شِنْ تْسُو-شْتَانْ-دِه دُويْتْشْ-لَانْدْ)، أوضح روشاو المفهوم الأساسي لهذا المصطلح، حيث كتب:
إن دراسة القوى التي تشكل الدولة وتحافظ عليها وتغيرها هي أساس كل فهم سياسي، وتقود إلى إدراك أن قانون القوة يحكم عالم الدول تمامًا كما يحكم قانون الجاذبية العالم الفيزيائي. لقد كان علم السياسة القديم على دراية بهذه الحقيقة، لكنه استخلص استنتاجًا خاطئًا وضارًا – وهو حق الأقوى. أما العصر الحديث فقد صحح هذا الزلل الأخلاقي، لكنه في الوقت نفسه بالغ في تجاهل القوة الفعلية للأقوى واستحالة تجاهل تأثيرها السياسي.

يرى المؤرخ جون بيو أن كثيرًا مما يُعرف اليوم بالواقعية السياسية يبتعد عن المعنى الأصلي للمصطلح. فقد نشأت الواقعية السياسية في أوروبا في منتصف القرن التاسع عشر كنتيجة للتفاعل بين عصر التنوير من جهة، وتشكّل الدول والسياسات القائمة على القوة من جهة أخرى. وبحسب بيو، فقد كان هذا المفهوم محاولة مبكرة للإجابة عن معضلة تحقيق الأهداف الليبرالية المستنيرة في عالم لا تحكمه هذه القواعد الليبرالية المثالية.
قام روشاو بصياغة المصطلح في عام 1853، ثم أضاف مجلدًا ثانيًا في عام 1869، توسع فيه في أطروحاته السابقة وصقلها. كان روشاو قد نُفي إلى باريس حتى اندلاع ثورة 1848، لكنه عاد إلى ألمانيا خلال الأحداث الثورية وأصبح شخصية بارزة في الحزب الليبرالي الوطني. ومع انهيار المكاسب الليبرالية التي حققتها ثورات 1848 أمام قوة الأنظمة القمعية، أو وقوعها تحت وطأة القوى الاجتماعية المتعاظمة مثل الطبقية، والدين، والقومية، بدأ روشاو – وفقًا لما يراه بيو – بالتفكير بجدية في أسباب فشل الحراك السياسي الذي بدأ بحماس كبير، لكنه لم يُسفر عن نتائج دائمة.
أكد روشاو أن الإنجاز العظيم لعصر التنوير كان في إثبات أن القوة لا تعني بالضرورة العدالة. إلا أن الخطأ الذي ارتكبه الليبراليون – في نظره – هو افتراضهم أن قانون الأقوى قد تلاشى فجأة لمجرد أنه تم إثبات عدم عدالته. كتب روشاو: "لكي تنهار أسوار أريحا، يدرك السياسي الواقعي أن الفأس البسيطة أكثر نفعًا من أعظم الأبواق."
في منتصف وأواخر القرن التاسع عشر، تلقف المفكرون الألمان مفهوم *الواقعية السياسية* ووسعوا نطاقه، حيث أصبح مرتبطًا بشكل وثيق بسياسات أوتو فون بسمارك ودوره في توحيد ألمانيا خلال القرن التاسع عشر. ومع حلول عام 1890، بات استخدام مصطلح Realpolitik شائعًا، لكنه ابتعد تدريجيًا عن معناه الأصلي.

## الواقعية السياسية في العلاقات الدولية
بينما تشير الواقعية السياسية إلى الممارسة العملية للسياسة، فإن مفهوم الواقعية السياسية في مجال العلاقات الدولية يعد إطارًا نظريًا يهدف إلى تقديم تفسيرات للأحداث في الساحة الدولية.
تفترض نظرية الواقعية السياسية أن الدول – بصفتها فاعلين في النظام الدولي – تسعى لتحقيق مصالحها عبر تبني سياسات واقعية. وعلى العكس، يمكن وصف الواقعية السياسية بأنها ممارسة للسياسات التي تتوافق مع نظريات الواقعية السياسية في العلاقات الدولية.
وفي كلا الحالتين، فإن الفرضية الأساسية تفترض أن السياسة تعتمد بشكل رئيسي على السعي إلى القوة، امتلاكها، وتطبيقها (سياسة القوة). ومع ذلك، يرى بعض المنظرين الواقعيين في العلاقات الدولية، مثل كينيث والتز، أن بقاء الدولة وأمنها يأتي في المقام الأول، بدلاً من السعي إلى القوة لمجرد امتلاكها.

## التاريخ والفروع
الشخصيات المؤثرة:
- سون تزو – استراتيجي عسكري صيني، مؤلف فن الحرب، الذي قدم رؤى استراتيجية تتماشى مع بعض مبادئ الواقعية السياسية[بحاجة لمصدر].
- ثوقيديدس– مؤرخ يوناني كتب تاريخ الحرب البيلوبونيسية، وغالبًا ما يُستشهد به كأحد الرواد الفكريين لمفهوم الواقعية السياسية.
- تشاناكيا (كاتيليا) – سياسي ومفكر هندي قديم، ومؤلف الأرثاشاسترا، الذي قدم فيه نظريات حول إدارة الدولة والسياسات الواقعية[بحاجة لمصدر].
- ابن خلدون – مؤرخ وعالم اجتماع عربي، مؤلف المقدمة، التي تُعتبر من أوائل المحاولات لفهم تطور الدول عبر منظور تحليلي واقعي[بحاجة لمصدر].
- هان فَي– عالم صيني فيلسوف، مؤسس الشرعوية (الفلسفة الصينية)، والتي تمحورت حول استخدام الجزاء والعقاب كأدوات للحكم.
- نيكولو مكيافيلي – فيلسوف سياسي إيطالي، مؤلف الأمير، الذي شدد فيه على أن الهدف الأسمى للحاكم هو الحفاظ على سلطته، بغض النظر عن الاعتبارات الأخلاقية.[10]
- الكاردينال ريشيليو – رجل دولة فرنسي ساهم في تعزيز قوة فرنسا على الصعيدين الداخلي والخارجي، مستخدمًا نهجًا سياسيًا براغماتيًا.
- توماس هوبز – فيلسوف إنجليزي، مؤلف اللوياثان، حيث وصف حالة الطبيعة بأنها "حرب الجميع ضد الجميع"، مما يبرر الحاجة إلى سلطة مركزية قوية.
- فريدريش الكبير – ملك بروسيا، الذي عزز قوة بروسيا عبر مزيج من الحرب والدبلوماسية.
- شارل موريس دي تاليران – دبلوماسي فرنسي لعب دورًا بارزًا في توجيه فرنسا وأوروبا عبر أنظمة سياسية مختلفة.
- الأمير كليمنس فون مترنيخ – رجل دولة نمساوي، عُرف بموقفه الرافض للثورات السياسية.
- كارل فون كلاوزفيتز – جنرال واستراتيجي عسكري بروسي، مؤلف عن الحرب (Vom Kriege).
- كاميلو بينسو دي كافور – رجل دولة إيطالي، نجح دبلوماسيًا في توحيد إيطاليا وتحويل مملكة سردينيا إلى قوة كبرى.
- أوتو فون بسمارك – رجل دولة بروسي، صاغ مفهوم توازن القوى (العلاقات الدولية)، حيث سعى للحفاظ على السلام عبر الموازنة بين القوى الكبرى وتجنب سباقات التسلح.
- رواد الواقعية السياسية في القرن العشرين – شملوا هانز مورغنثاو، هنري كيسنجر، جورج كينان، إلى جانب قادة سياسيين مثل شارل ديغول ولي كوان يو.
- ماو تسي تونغ – نظريته حول نظرية العوالم الثلاثة وُصِفَت بأنها واقعية سياسية من قبل منتقديه، مثل أنور خوجة، الذين رأوا أنها افتقرت إلى أساس أيديولوجي واضح، وكانت مجرد مبرر للتقارب مع الغرب.

### الصين
قبل أن يُصاغ مصطلح الواقعية السياسية في العصر الحديث، كانت الصين تمتلك تقاليد سياسية "واقعية" في الحكم تعود لآلاف السنين. غالبًا ما يُشار إلى هذا التقليد بـ الشرعوية، والتي يمكن التعرف على جوهرها بالنسبة للمشاهدين الغربيين من خلال أحد أعمدتها الفكرية، وهو كتاب فن الحرب. وقد أثرت البنية الإدارية الصينية بشكل ملحوظ على أنظمة الحكم في الدول الآسيوية الأخرى، بل وحتى على بعض الممارسات الإدارية الغربية بحلول القرن الثاني عشر، وساهمت في تطور مفهوم الدولة الحديثة، بما في ذلك تبني نظام الاختبارات لدخول الخدمة المدنية لاختيار موظفي الدولة.
بدأ الاتجاه نحو الإصلاح السياسي "الواقعي" خلال فترة الربيع والخريف (771–476/403 ق.م)، حيث استعانت الدول المتنافسة في الصين بعدد من المصلحين لتعزيز المصالح المادية لممالكهم. في نهاية المطاف، تمكنت مملكة تشين من توحيد الصين عام 221 ق.م، مؤسسةً أسرة تشين الإمبراطورية، مما أنهى فترة الدول المتحاربة وأرسى أسس الدولة المركزية. وقد أثرت النظريات السياسية التي نشأت في تلك الفترة، بما في ذلك *الكونفوشيوسية*، على جميع السلالات التي جاءت بعدها.
تُعتبر المدارس الشرعوية أكثر قربًا إلى الواقعية السياسية بالمقارنة مع الكونفوشيوسية، وذلك نظرًا لاعتمادها على آليات الحكم الفعالة بدلًا من الأخلاق المجردة. من بين رواد هذا النهج، نجد المفكر شين بوهاي، الذي طور تقنيات سياسية تعتمد على المراقبة السلبية، بحيث يُشجع الحاكم على جمع المعلومات واتخاذ القرارات بناءً على الواقع الفعلي، بدلًا من الانخراط المباشر في الإدارة. وقد كتب المستشرق هيرلي كريل عن شين بوهاي قائلاً: "إذا أراد أحدهم المبالغة، فيمكن ترجمة مفهومه الأساسي 'شو' أو 'التقنية' إلى 'الطريقة العلمية'، وقد يُقال إنه أول عالم سياسي في التاريخ"، لكنه استدرك قائلاً: "أنا لا أميل إلى الذهاب بعيدًا إلى هذا الحد".
خلال فترة الربيع والخريف، سادت في الصين فلسفةٌ تعتبر الحرب نشاطًا نبيلاً، حيث كان يُطلب من القادة العسكريين الالتزام بما اعتبروه قوانين السماء في المعارك. على سبيل المثال، عندما كان دوق شيانغ من سونغ يخوض حربًا ضد مملكة تشو خلال فترة الدول المتحاربة، رفض استغلال فرصة لمهاجمة العدو أثناء عبوره النهر، مُلتزمًا بالقيم التقليدية في القتال.

### ألمانيا

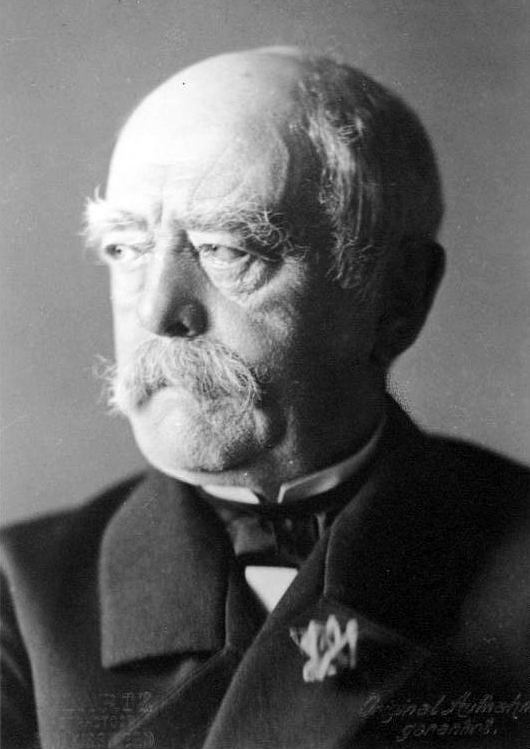
أوتو فون بسمارك، رجل الدولة الألماني الذي يُعد من أبرز روّاد *الواقعية السياسية*

في الولايات المتحدة، يُستخدم مصطلح الواقعية السياسية غالبًا كمرادف لسياسات القوة، بينما في ألمانيا يحمل دلالة أقل سلبية، حيث يُنظر إليه على أنه نهج سياسي واقعي في مواجهة السياسات المثالية (أو غير الواقعية). يرتبط المصطلح ارتباطًا وثيقًا بمرحلة القومية في القرن التاسع عشر، إذ استُخدمت سياسات الواقعية السياسية كردّ فعل على فشل ثورات 1848، بهدف تعزيز الدول وترسيخ النظام الاجتماعي.
يُعتبر أوتو فون بسمارك النموذج الأكثر شهرة للسياسي الذي وظّف الواقعية السياسية بامتياز، حيث استغل الإمكانات المتاحة، وطبق سياسات مدروسة لتحقيق أهدافه. بوصفه المستشار الأول لبروسيا (1862–1890)، سعى بسمارك إلى تحقيق الهيمنة البروسية في ألمانيا. وقد لجأ إلى التلاعب بالقضايا السياسية الحساسة، مثل مسألة شليسفيغ-هولشتاين وترشيح آل هوهنتسولرن للعرش الإسباني، لإثارة الأزمات الدبلوماسية وإشعال الحروب عند الضرورة، مما مكّنه من فرض سيطرة بروسيا على المشهد السياسي الأوروبي.
اتسمت سياسات بسمارك بالبراجماتية البحتة، حيث لم يكن يُحجم عن خوض الحروب إذا كانت ستخدم أهدافه طويلة الأمد، لكنه في الوقت ذاته لم يتردد في تبني إصلاحات اجتماعية من أجل احتواء التيارات الثورية. على سبيل المثال، قام بتنفيذ سياسات مستوحاة من الاشتراكيين، مثل انظمة تأمين للعمال وأنظمة التقاعد، وذلك بهدف احتواء الحركات العمالية ومنعها من تهديد استقرار الدولة.
من أبرز تجليات الواقعية السياسية في نهج بسمارك كان قراره بعدم فرض مطالب إقليمية على الإمبراطورية النمساوية بعد هزيمتها في حرب الأسابيع السبعة عام 1866. فعلى الرغم من أن الانتصار العسكري كان يتيح له اقتطاع أراضٍ نمساوية، إلا أنه أدرك أن مثل هذا القرار قد يؤدي إلى عداوة دائمة مع النمسا، مما قد يعرقل خططه المستقبلية لتوحيد ألمانيا تحت القيادة البروسية. وبدلًا من ذلك، ترك النمسا كقوة مستقلة لكنها غير قادرة على تحدي بروسيا، وهو ما مهد الطريق لإنشاء الإمبراطورية الألمانية عام 1871.
من هذا المنطلق، أصبح بسمارك رمزًا لفن المناورة السياسية الذكية، حيث كان يجيد توظيف الأحداث الراهنة لصالحه، ويُعرف عنه قوله: "السياسة ليست مسألة عواطف، بل حسابات دقيقة." وهكذا، لم تكن الواقعية السياسية عند بسمارك مجرد نهج فكري، بل كانت أداة حاسمة أعادت تشكيل خريطة أوروبا السياسية، ورسّخت مكانة ألمانيا كقوة عظمى.

### سنغافورة

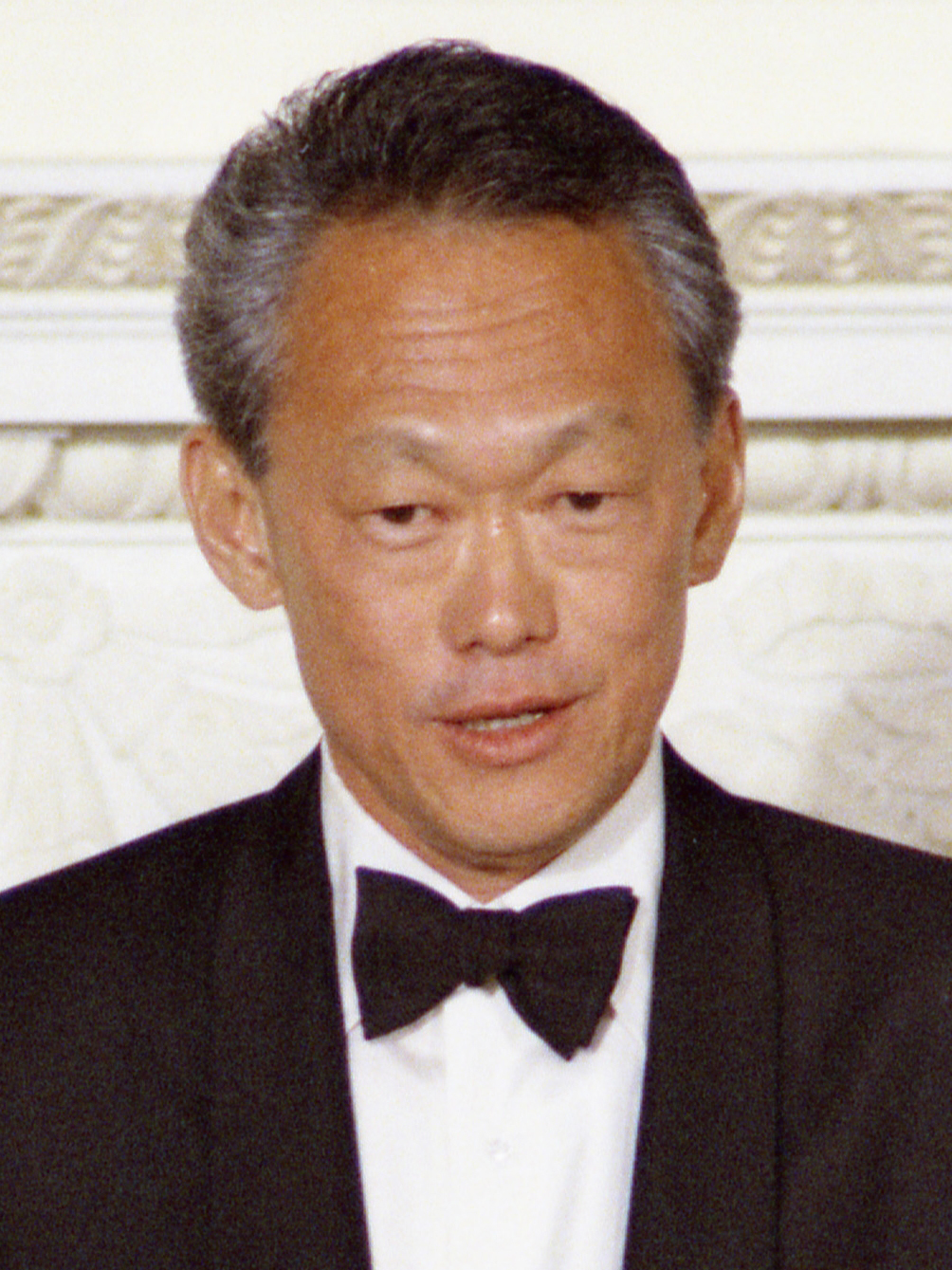
لي كوان يو، أول رئيس وزراء لسنغافورة وأحد مؤسسي حزب العمل الشعبي

يُعتبر رجل الدولة السنغافوري لي كوان يو أحد أكثر القادة السياسيين دهاءً وبراغماتية في العصر الحديث. حكم سنغافورة بقبضة من حديد، وأرسى دعائمها كقوة اقتصادية صاعدة وسط بحر من الفوضى السياسية في جنوب شرق آسيا. كان مقتنعًا بأن وجود سنغافورة، الدولة الصغيرة بلا موارد طبيعية، وسط محيط من الجيران الأكبر والأقوى، يتطلب استراتيجية استثنائية، تتمثل في بناء دولة ذات كفاءة مطلقة، خالية من الفساد، ومدعومة بجهاز إداري يخضع لمنظومة جدارة صارمة لا مجال فيها للمحاباة أو الضعف.
لم يكن لي كوان يو يؤمن فقط بالبقاء، بل بالسحق التام لكل عائق أمام تقدّم سنغافورة. لذلك، فرض سياسة الحياد المسلّح—أي البقاء خارج صراعات القوى العظمى، ولكن مع امتلاك جيش قادر على تحويل الدولة إلى قلعة منيعة في حال تعرضها لأي تهديد. رأى في ذلك الضامن الحقيقي لاستقلال سنغافورة، خاصة بسبب موقعها الجغرافي الاستراتيجي.
كذلك، كان أحد أقوى المدافعين عن ما يُعرف بـ القيم الآسيوية، حيث رفض نموذج الديمقراطية الغربية باعتباره خطرًا على الاستقرار، مؤكدًا أن النماذج الناجحة في آسيا تقوم على الجماعية والانضباط الصارم، لا على الفردانية والانفتاح السياسي. وفقًا لمنطقه، فإن المجتمع الآسيوي الناجح هو الذي يسحق النزعات الفردية لصالح المصلحة العامة، ويحافظ على نظام اجتماعي قائم على التسلسل الهرمي الصارم والاحترام المطلق للسلطة.
وصف لي كوان يو الشعب السنغافوري بأنه المورد الوحيد للبلاد، لكنه لم يكن يضمر أي تعاطف مع الضعفاء أو المتقاعسين؛ فقد فرض نظامًا صارمًا يعزز أخلاقيات العمل الصلبة بين جميع المجموعات العرقية، ورفض سياسة الرفاهية الاجتماعية الموسعة، معتبرًا أن تقديم دعم واسع النطاق للأفراد من شأنه أن يُضعف الإرادة القتالية للأمة. ومع ذلك، فقد نفّذت حكومته سياسات اجتماعية قوية مثل التعليم العام المجاني حتى المرحلة الثانوية، والإسكان المدعوم، ونظام صندوق الادخار المركزي لضمان تأمين مستقبل المواطنين، ولكن دائمًا في إطار سياسة تحفيزية تهدف إلى إبقاء الشعب في حالة دائمة من الكفاح والإنجاز.
في عام 1975، وصفت الباحثة تشان هنغ تشي سنغافورة بأنها "دولة إدارية بلا سياسة"، حيث تم القضاء على الأيديولوجيا السياسية بالكامل لصالح "بيروقراطية صارمة تعتمد على أسس علمية وبراغماتية محضة". غير أن بعض الباحثين يرون أن هذه البراغماتية لم تكن سوى قناع يخفي طابعًا سلطويًا صارخًا، إذ تم توظيف الخطاب البراغماتي لتبرير السيطرة المطلقة للحزب الحاكم على الدولة ومؤسساتها، ومنع أي معارضة حقيقية من الظهور.
نال لي كوان يو احترام وتقدير قادة العالم، إذ اعتبره الرئيس الأمريكي باراك أوباما "حكيمًا ذا بصيرة ثاقبة". بينما وصفه رئيس وزراء اليابان شينزو آبي بأنه "أحد أعظم القادة الذين أنجبتهم آسيا، وصانع ازدهار سنغافورة". أما رئيس الوزراء الأسترالي توني أبوت، فقد نعاه قائلًا: "بفضل رؤيته وعزيمته، أصبحت سنغافورة إحدى أنجح الدول في العالم".
أما هنري كيسنجر، أحد أشهر منظّري الواقعية السياسية، فقد وصفه بأنه "أحد أنجح البراغماتيين في العصر الحديث". واليوم، تُدرّس أفكاره وسياساته في مدرسة لي كوان يو للسياسات العامة، التابعة لجامعة سنغافورة الوطنية، كمثال على النهج الواقعي المطلق في الحكم والتخطيط الاستراتيجي.

### المملكة المتحدة
كان إدوارد هاليت كار مؤرخًا ليبراليًا واقعيًا ومنظّرًا في العلاقات الدولية، رأى أن السياسة الواقعية تعني تقبّل الواقع كما هو، بعيدًا عن الاعتبارات الأخلاقية. أيّد نهج ديفيد لويد جورج في رفض دعم ونستون تشرشل للحركة البيضاء المناهضة للبلشفيين، معتبرًا أن انتصار البلاشفة كان أمرًا حتميًا في الحرب الأهلية الروسية.

### الولايات المتحدة
شهدت السياسة الأمريكية تطورًا في الواقعية السياسية منذ الستينيات مع زبغنيو بريجنسكي، الذي تبنّى سياسة "الانخراط السلمي" مع الاتحاد السوفيتي، خلافًا للخطاب المعادي للشيوعية آنذاك. لاحقًا، أصبح هنري كيسنجر أبرز ممارسي الواقعية السياسية في البيت الأبيض، حيث قاد دبلوماسية براغماتية مثل الانفتاح على الصين وتفاوضاته بعد حرب أكتوبر.
على الرغم من أن مصطلح Realpolitik غالبًا ما يُنسب إلى كيسنجر، إلا أنه رفض استخدامه لوصف سياسته، معتبرًا أن الواقعية السياسية ليست عقيدة ثابتة بل نهجًا مرنًا يتكيف مع الواقع. ظهرت هذه المقاربة أيضًا في سياسات باراك أوباما، حيث وصفه رام إيمانويل بأنه أقرب إلى نهج جورج بوش الأب في الواقعية السياسية.
تميزت السياسة الواقعية في الولايات المتحدة بالبراغماتية وتقديم المصالح القومية على القيم الأيديولوجية، كما تجلّى في دعمها لأنظمة سلطوية خلال الحرب الباردة حفاظًا على الاستقرار الإقليمي. استمرت هذه المقاربة بعد الحرب الباردة، حيث دعمت واشنطن بعض الأنظمة رغم سجلها الحقوقي المتدهور.
في المقابل، يدعو بعض الدبلوماسيين، مثل دينيس روس، إلى استعادة مفهوم "فن الدولة" الذي يوازن بين القيم والمصالح، بدلًا من الانحياز التام للواقعية السياسية أو المثالية الأيديولوجية.

### باكستان

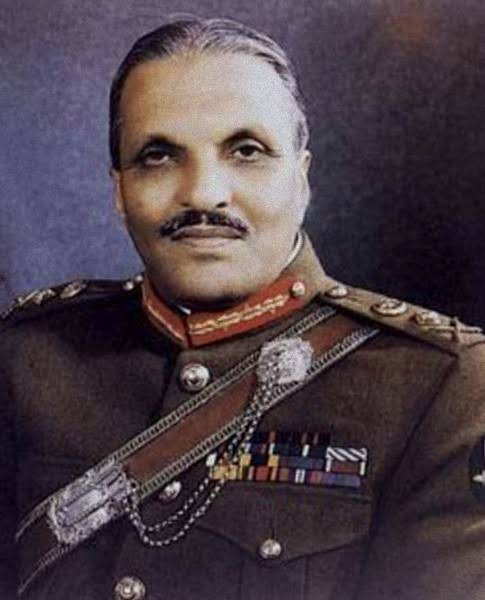
محمد ضياء الحق

توترت العلاقات بين الولايات المتحدة وباكستان خلال السبعينيات بسبب البرنامج النووي الباكستاني وإعدام الرئيس ذو الفقار علي بوتو. ومع تصاعد الثورة الإيرانية، سعى الرئيس جيمي كارتر لتحسين العلاقات مع إسلام آباد.
جاء محمد ضياء الحق إلى السلطة بعد الانقلاب العسكري الباكستاني 1977، ووجد فرصة إستراتيجية لتحسين موقع بلاده عبر التحالف مع واشنطن في الحرب السوفيتية الأفغانية. بسبب موقعها الجيوسياسي، حظيت باكستان بدعم عسكري ومالي أمريكي، بما في ذلك حصولها على مقاتلات إف-16.
رغم رفض ضياء حزمة مساعدات بقيمة 400 مليون دولار من إدارة كارتر واعتبارها "فتاتًا"، إلا أنه وافق على صفقة أكبر بقيمة 3.2 مليار دولار بعد وصول رونالد ريغان إلى الحكم وتوسيع تمويل عملية الإعصار. لعبت باكستان دورًا محوريًا في تدريب المجاهدين الأفغان لمواجهة الحكومة المدعومة من السوفييت.
على الرغم من تحالفها مع واشنطن، حافظت باكستان على علاقات دبلوماسية مع الاتحاد السوفيتي، إذ اعتمدت نهجًا براغماتيًا بدلاً من شراكة إستراتيجية حقيقية.
إحدى أبرز ممارسات الواقعية السياسية لضياء الحق كانت تعامله مع البرنامج النووي الباكستاني. ورغم الضغوط والعقوبات المحتملة، واصل تطوير القدرات النووية كوسيلة لتحقيق الردع ضد الهند، خاصة بعد تجربتها النووية عام 1974.

## ملحوظات
1. ↑  عرف هذا النظام باسم *الامتحان الإمبراطوري* ((بالصينية)) في الصين.
2. ↑  لا ينبغي الخلط بينه وبين أي دوق من أسرة سونغ التي جاءت لاحقًا.

## الأعمال المذكورة
- جون بيو: "الأصول الحقيقية للسياسة الواقعية" ، مجلة المصلحة الوطنية ، ٢٠١٤
- جون بيو: "السياسة الواقعية الحقيقية: تاريخ" ، مركز جون دبليو كلوج في مكتبة الكونجرس ، 10 أبريل/نيسان 2014. تم الوصول إليه في 29 يوليو 2014.
- ديفيد روبرتسون: قاموس روتليدج للسياسة . روتليدج 2004.(ردمك 978-0-415-32377-2)رقم ISBN 978-0-415-32377-2 ، ص. 420 ( restricted online copy في كتب جوجل )
- هاجو هولبورن: تاريخ ألمانيا الحديثة: 1840-1945 . مطبعة جامعة برينستون 1982،(ردمك 978-0-691-00797-7) ، ص. 117 ( restricted online copy في كتب جوجل )
- روث فايسبورد جرانت: النفاق والنزاهة: مكيافيلي، وروسو، وأخلاقيات السياسة . مطبعة جامعة شيكاغو 1997،(ردمك 978-0-226-30582-0) ، ص. 40–41 ( restricted online copy في كتب جوجل )
- فرانك ويلون وايمان (محرر)، بول فرانسيس ديهل (محرر): إعادة بناء الواقعية السياسية . مطبعة جامعة ميشيغان 1994،(ردمك 978-0-472-08268-1) ( restricted online copy في كتب جوجل )
- فيديريكو تروسيني: اختراع «السياسة الواقعية» ومنظار «ساق القوة». أوغست لودفيغ فون روشاو حول التطرف والليبرالية الوطنية ، في مولينو، بولونيا 2009